# هیدرید مس

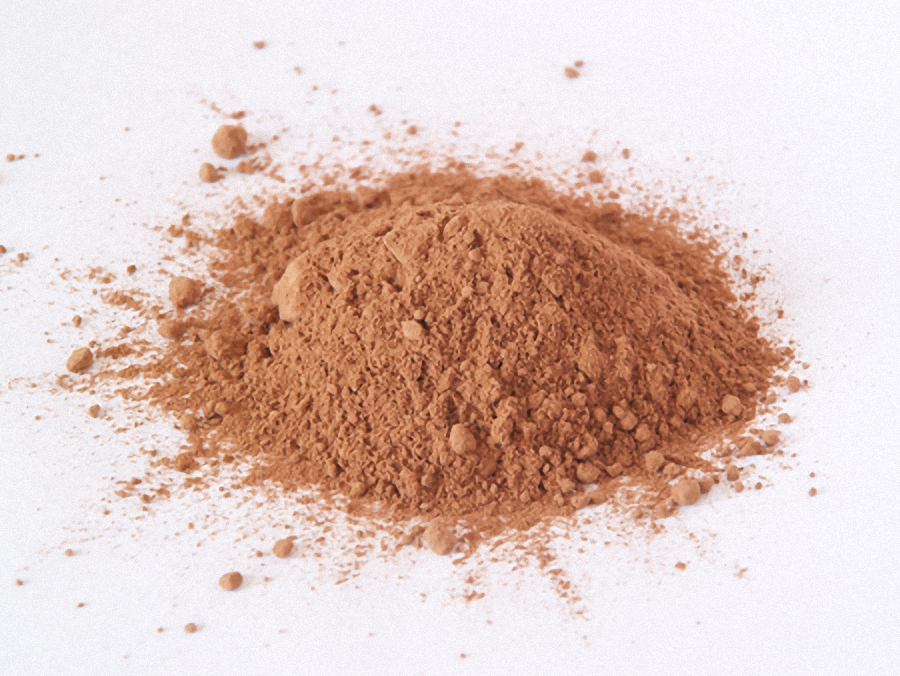
ظاهر هیدرید مس

هیدرید مس (به انگلیسی: Copper hydride) یک ترکیب شیمیایی با شناسه پاب‌کم ۳۳۳۵۳۳۳ است. 